# Mezőcsát–Hejőkeresztúr-vasútvonal
A Mezőcsát–Hejőkeresztúr-vasútvonal a MÁV 88-as számú vasútvonala Borsod-Abaúj-Zemplén vármegyében. 1906. augusztus 25-én végezték az első műszaki pályabejárást rajta, és 1906. november 4-én indult meg rajta a forgalom. A vonalon 2007. március 4-én a Gazdasági és Közlekedési Minisztérium rendelkezése értelmében a vasúti közforgalmú személyszállítás megszűnt.

## A vasútvonal nyomvonala, állomásai, megállóhelyei
- Mezőcsáti állomás: felvételi épület forgalmi irodával, állomásfőnöki irodával, árupénztárral, dohányzó és nemdohányzó váróteremmel, az emeleten két lakással. Élőállat-rakodó, hídmérleg (lehegesztve), rakodórámpa és tehergépkocsi berakodására rendszeresített földkúp az I. vágány végén. Őrhely (lebontva), kocsiszín (lebontva), mozdonyfordító korong (lebontva), 4 vágányos állomás, a 4-ről egy egy ipar és a 3-ról egy kihúzóvágánnyal.
- Igrici megállóhely: Egy esőbeálló az utazóközönség számára, egy rakodóvágány.
- Igrici-kőrakodó megállóhely (M3 aszfaltkeverő üzem): nyíltvonali rakodási hely
- Hejőbába-Hejőpapi megállóhely: felvételi épület (lebontva), rakodórámpa (lebontva). 3 vágányos állomás volt, de a mellékvágányokat elbontották. A kitérők a pályában maradtak.
- Szakáld megállóhely: a megállóhely néhány évig üzemelt csupán
- Hejőszalonta megállóhely: felvételi épület szolgálati lakással (lebontva), 2 vágányos állomás. A megálló a település lakott területének keleti szélén létesült, közúti megközelítését a 3309-es útból északnak kiágazó 33 309-es számú mellékút biztosította.
- Hejőkeresztúr állomás: felvételi épület
- Nyékládháza állomás: felvételi épület

## A vasútvonal adatai
- Neve: Miskolc-mezőcsáti vasút
- Az engedély jogcíme: 6766/906 engedélyokirat
- Építési tőke: 1 399 000 korona
- Forgalom beindulása: 1906. november 4.
- Üzleti eredmény 1906. évben (2 hónap): Bevétel: 2916,44 korona; Kiadás: 1427,15 korona
- Pálya építési hossza: 20,41 km
- Felépítmény súlya 1906-ban: 23,6 kg/fm.
- Felépítmény súlya: 48 kg/fm.
- Nyomtáv: 1,435[mm]
- Tengelyterhelés 1906-ban: 12 t
- Tengelyterhelés ma: Mezőcsát - Hejőbába-Hejőpapi 18,5 t, Hejőbába-Hejőpapi - Nyékládháza 21 t
- Legkisebb ívsugár: r=300 m
- Legnagyobb emelkedés: 0,2%
- Biztosítóberendezések a pályán: vonóvezetékes alak elő és főjelzők Hejőszalonta (leszerelve), Hejőbába-Hejőpapi (leszerelve) és Mezőcsát (leszerelve, helyette V betűs jelző) állomásokon, fény elő és bejárati jelző Hejőkeresztúr állomáson. Automata, csapórúd nélküli fényjelzős útátjárók Hejőszalonta és Hejőbába-Hejőpapi állomásokon, állomási személyzet által kezelt állomási csapórúd nélküli fényjelzős útátjáró Mezőcsát állomáson.
- Vasúti távközléstechnika a pályán: egy LB rendszerű állomásközi távbeszélő, egy LB rendszerű körzeti távbeszélő és egy általános vasútüzemi CB telefon 04/22-75 hívószámmal. A távbeszélő készülékek légvezetékes kapcsolaton éltek a vasútvonal mentén telepített oszlopsoron. 2004-től a távbeszélőtechnika a légvezetékes kapcsolatról átáll mikrohullámú összeköttetésre, a körzeti távbeszélővonal megszűnik, újabb vasútüzemi távbeszélő-hívószámok: 04/22-76; 04/22-77; 04/95-00.
- Jelentősebb nem vasúti műtárgyak a vonalon: M3 autópálya felüljáró Igrici-kőrakodó nyíltvonali rakodóhelynél; M30 autópálya felüljáró Hejőkeresztúr állomásnál.

## A vonalon engedélyezett sebességek
- 1906-1940: Mezőcsát-Nyékládháza 40/50 km/h
- 1940-1955: Mezőcsát-Nyékládháza 40 km/h
- 1955-    : Hejőkeresztúr-Nyékládháza 60 km/h
- 1958-    : Mezőcsát-Hejőkeresztúr 35 km/h; Hejőkeresztúr-Nyékládháza 50 km/h
- 1970-    : Hejőkeresztúr-Nyékládháza 60 km/h
- 1975-    : Mezőcsát-Hejőkeresztúr 40 km/h
- 1986-    : Hejőkeresztúr-Nyékládháza 60/70 km/h
- 1988-    : Hejőkeresztúr-Nyékládháza 100 km/h
- 1989-    : Mezőcsát-Hejőkeresztúr 40/50 km/h
- 1995-    : Hejőkeresztúr-Nyékládháza 80 km/h
- 1996-    : Hejőkeresztúr-Nyékládháza 100 km/h

## A vonalon üzemelő mozdonyok és motorvonatok
- 1906- MÁV XII osztály (1911-től MÁV 377 sorozat)
- 1923- MÁV 20 sorozat motorpótló kismozdony
- 1928- MÁV 22 sorozat (1956-tól MÁV 275 sorozat) és MÁV 377 sorozat
- 1934-1944 MÁV BCmot motorkocsi
- 1944- csak gőzmozdony
- 1970-es évek eleje MÁV 376 sorozat
- 1970-es évek közepétől MÁV 375 sorozat
- 1977- MÁV M47-es dízelmozdony
- 1986- MÁV Bzmot motorkocsi + MÁV M47 dízelmozdony
- 1990- MÁV M47 dízelmozdony
- 1995- MÁV Bzmot motorkocsi + MÁV M43-as, M47-es dízelmozdony
- 2006-2007 Bzmot InterPici motorkocsi
- 2010- Remot M47 és 300-as sorozatú Remot M62 (Mezőcsátig)

## A vasútvonal a leállítás óta
- 2008 – Egy kitérő áthelyezve Tiszaújvárosba
- 2009. február: Nagyobb volumenű árufuvarozási megrendelés miatt a vasútvonal használatának igénye a MÁV Cargo Zrt. részéről.
- 2009. szeptember: Igény a MÁV Cargo Zrt. részéről a vasútvonal árufuvarozás céljából történő megnyitására 2009. november 7. határidővel. Rakodás Hejőbába-Hejőpapi megállóhelyen nyíltvonalon, illetve Mezőcsát állomásból kiágazó magántulajdonú iparvágányon.
- 2009. november 13-án a vasútvonal részleges pályarekonstrukció után újból megnyitva árufuvarozásra. Hejőbába-Hejőpapi II-es váltóig 21 tonna tengelyterheléssel.
- 2010. március 29-én a személyszállítási üzemszünet óta első tehervonat. 2-szer 32 db Eas kocsi sóder szállítás Hejőbába-Hejőpapi megállóhelyről nyíltvonali rakodással. (Hejőbába-Hejőpapi eredetileg állomás volt, de mellékvágányai hiányosak, így rakodásra használhatatlanok.)
- 2010. április 12-én Mezőcsáton felújítva és üzembehelyezve a Fémker-East kft. iparvágányának összekötővágánya. Ugyanezen a napon az első tehervonat Mezőcsátról a személyszállítási üzemszünet óta.
- 2016. október 29-én a 375,660 (Eger Gőzmozdonya) Alapítvány gondozásában fotós különvonat közlekedett a vasútvonalon a 438 038 (korábbi M43 1038) pályaszámú fűtőházi tartalék mozdonnyal, illetve kettő darab Bhv kocsival. A maximális kihasználtságú különmenet révén kis időre újra élettel telt meg a 88-as számú vasútvonal, amely néhány nappal az esemény után lett 110 éves.

## Filmajánló
- Filmek a búcsúzó vicinálisokról
- 100 éves vasút alkalmából rendezett mezőcsáti ünnepség videofilmje